# Sint-Pancratiuskerk (Zelk)

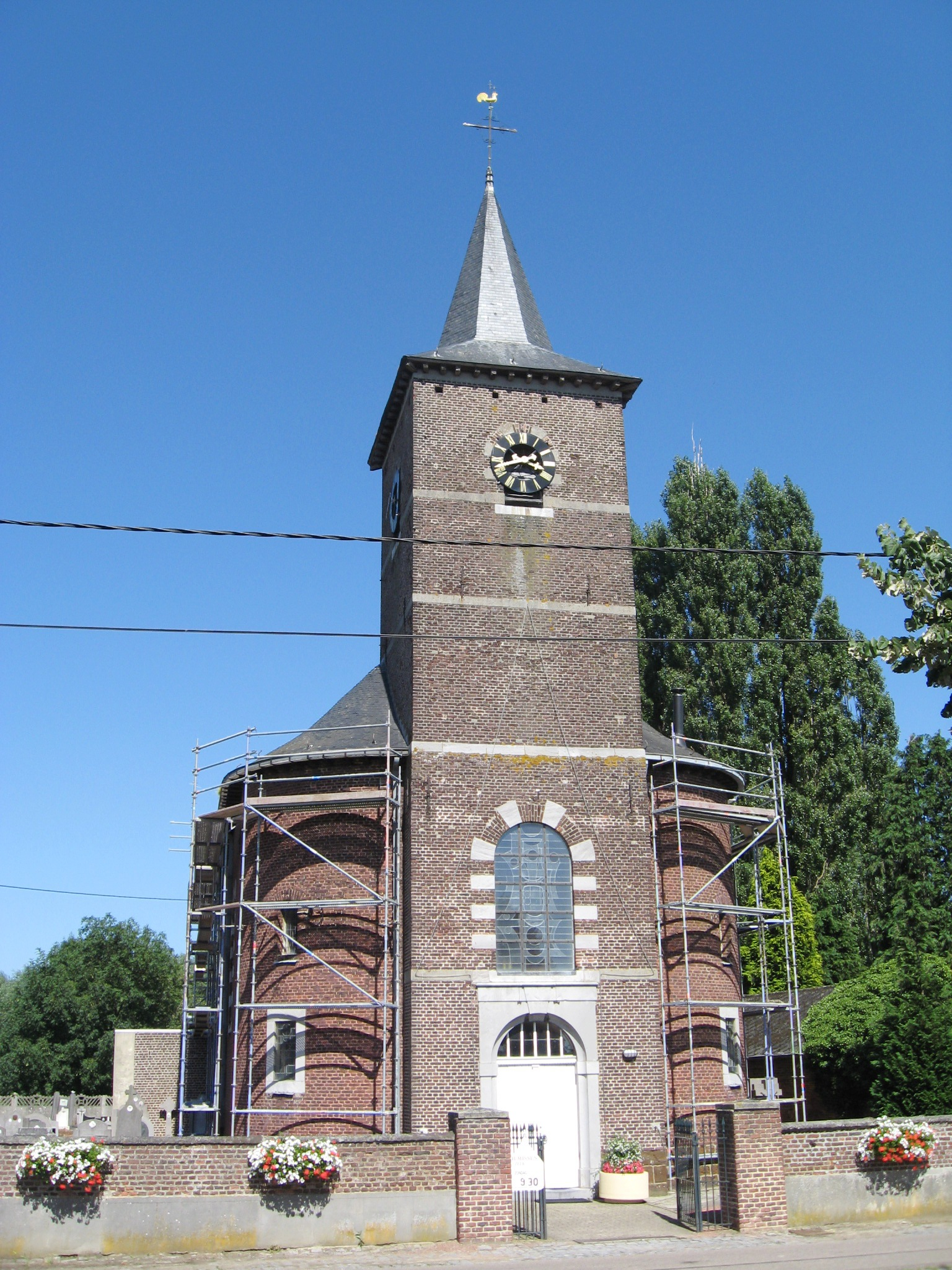
Sint-Pancratiuskerk

De Sint-Pancratiuskerk is de parochiekerk van Zelk, gelegen aan de Kerkstraat.

## Gebouw
Deze kerk werd gebouwd in 1767 en werd bediend door het Sint-Jansbergklooster te Zelem.
Het betreft een classicistische bakstenen zaalkerk met ingebouwde, vierkante, westtoren, die gedekt wordt door een ingesnoerde naaldspits. Naast baksteen werd ijzerzandsteen voor de basis gebruikt en kalksteen voor het portaal, dorpels en dergelijke. In 1938-1939 werden twee zijkapellen bijgebouwd.

## Interieur
De ruimte wordt door een vlak plafond overdekt dat door een aantal pilasters schijnbaar wordt ondersteund. De kerk bezit een piëta en een Madonna, beide 18e-eeuws en uitgevoerd in gepolychromeerd hout. Hetzelfde geldt voor de beelden van Sint-Catharina en de Heilige Magdalena, welke het classicistisch 18e-eeuws altaar sieren. Ook de twee eiken biechtstoelen zijn 18e-eeuws.
De eerste pastoor, A. Stockmans (†1779), heeft een grafsteen in de kerk.